# Aeroportul Național Ioannina
Aeroportul Național Ioannina (IATA: IOA, ICAO: LGIO) este un aeroport din Grecia ce deservește zona Ioannina. Aeroportul a fost tranzitat în 2022 de 73.665 de pasageri. A fost numit după Pyrrhus din Epirus.
Situat la o altitudine de 475 m, aeroportul dispune de 1 pistă. Este operat de Hellenic Civil Aviation Authority⁠(d).

## Infrastructură

### Piste
Aeroportul dispune de o singură pistă. Pista are orientarea 14/32. 